# Валь-ди-Фьемме

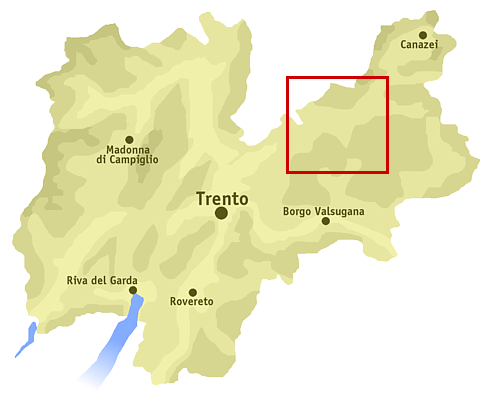
Локация Валь-ди-Фьемме в Трентино

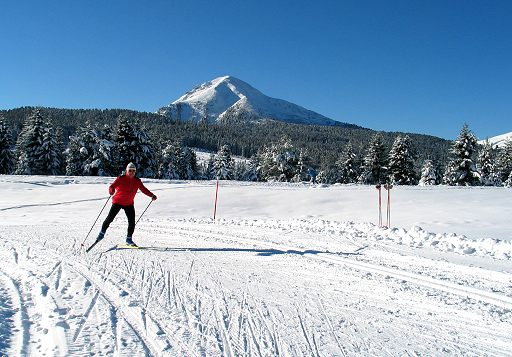
Лыжная трасса в Варене

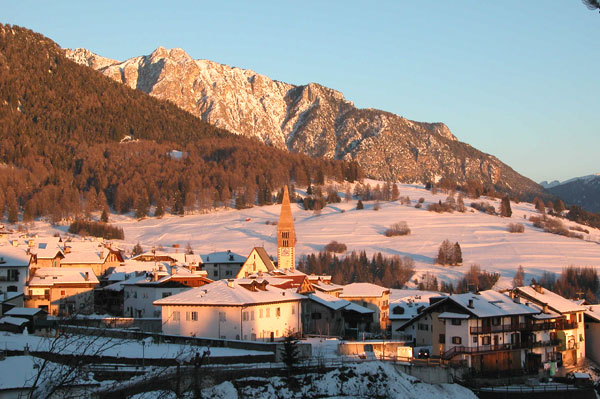
Общий вид Варены

Валь-ди-Фье́мме (итал. Val di Fiemme) — долина в Италии в автономной области Трентино-Альто-Адидже, ворота в Доломитовые Альпы. Известный горнолыжный курорт.
Трижды здесь проходили чемпионаты мира по лыжным видам спорта (1991, 2003 и 2013), а также проходят этапы Кубков мира по лыжным видам спорта.
Курортная зона состоит из 11 городков, в которых проживает около 18 тысяч жителей: Каприана, Вальфлориана, Кастелло-Молина-ди-Фьемме, Карано, Даяно, Варена, Кавалезе, Тезеро, Панкия, Циано-Фиемме, Предаццо.
Общая протяжённость горнолыжных трасс: 143,5 км. Общая протяжённость равнинных трасс: 150 км.